# Mistrovství Evropy v judu 1959
IX. Mistrovství Evropy v judu za rok 1959 proběhlo ve Vídni, Rakousko ve dnech 8. až 9. května 1959.

## Informace a program turnaje
- seznam účastníků

Na mistrovství Evropy bylo přihlášeno 15 zemí – Belgie, Dánsko, Československo, Francie, Nizozemsko, Itálie,  Jugoslávie, Lucembursko, Maďarsko, Spolková republika Německo, Německá demokratická republika, Polsko, Španělsko, Spojené království a domácí Rakousko
Judisté bojovali k.o. vyřazovacím způsobem. Judista, který v turnaji prohrál byl definitivně vyřazen. Poražení semifinalisté získali automaticky bronzovou medaili (3. místo).  
- PA – 8. 5. 1959 – kategorie technických stupňů a kategorie bez rozdílu vah a technických stupňů
- SO – 9. 5. 1959 – váhové kategorie a soutěž družstev

## Československá stopa
Čeští judisté na vrcholných sportovních akcích
Vedoucí výpravy: ???, šéftrenér reprezentace: ???.
Na mistrovství Evropy startovalo za Československo 6 judistů:
- −68 kg: Štěpán Bouda (*1936) z ASD Dukla Plzeň, obsadil 5. místo
- −68 kg: ???

- −80 kg: Jaroslav Polák (*1937) z ASD Dukla Plzeň, obsadil 5. místo
- −80 kg: ???

- +80 kg: Josef Novotný (*1934) z TJ Gottwaldov, obsadil 3. místo
- +80 kg: ???

- BRV: Josef Novotný (*1934) z TJ Gottwaldov, obsadil 5. místo
- BRV: Jindřich Kaděra (*1937) z ASD Dukla Plzeň

- 1. Dan: Jindřich Kaděra (*1937) z ASD Dukla Plzeň, obsadil 5. místo
- 1. Dan: Pavel Štangl (*1932) z TJ Spartak Brno ZJŠ
- 2. Dan: Štěpán Bouda (*1936) z ASD Dukla Plzeň
- 2. Dan: Jaroslav Polák (*1937) z ASD Dukla Plzeň
- 3. Dan: Karel Vítek (*1923) z TJ Spartak Praha Sokolovo, obsadil 5. místo

V soutěži družstev prohrálo Československo v úvodním kole se Spojeným královstvím.

## Výsledky

### Individuální soutěže
| Muži   | Zlato                                          | Stříbro                | Bronz                       | Bronz                  |
| Muži   | Váhové kategorie                               | Váhové kategorie       | Váhové kategorie            | Váhové kategorie       |
| ------ | ---------------------------------------------- | ---------------------- | --------------------------- | ---------------------- |
| −68 kg | Jacobus Bonte (NED)                            | Mladen Mastela (YUG)   | Matthias Schießleder (FRG)  | Erich Zielke (GDR)     |
| −80 kg | Hein Essink (NED)                              | Paul Kunisch (AUT)     | Alfred Traeder (FRG)        | Dimitar Sijan (YUG)    |
| +80 kg | Anton Geesink (NED)                            | Franz Sineck (FRG)     | Enrique Aparicio (ESP)      | Josef Novotný (TCH)    |
| Muži   | Zlato                                          | Stříbro                | Bronz                       | Bronz                  |
| Muži   | Kategorie technických stupňů                   |                        |                             |                        |
| 1. Dan | Lionel Grossain (FRA)                          | Jacques Le Berre (FRA) | Manfred Muhl (FRG)          | Romano Polverari (ITA) |
| 2. Dan | Marcel Nottola (FRA)                           | Franz Sineck (FRG)     | Gerhard Alpers (FRG)        | Pierre Brouha (BEL)    |
| 3. Dan | Michel Rabut (FRA)                             | Gilbert Legay (FRA)    | Paul Kunisch (AUT)          | Theo Guldemont (BEL)   |
| 4. Dan | Henri Courtine (FRA)                           | Claude Collard (FRA)   | Daniel Outelet (BEL)        | Daniel Outelet (BEL)   |
| Muži   | Zlato                                          | Stříbro                | Bronz                       | Bronz                  |
| Muži   | Kategorie bez rozdílu vah a technických stupňů |                        |                             |                        |
|        | Anton Geesink (NED)                            | Nicola Tempesta (ITA)  | Jean-Pierre Dessailly (FRA) | Bernard Pariset (FRA)  |

### Soutěže družstev
| Muži                              | Zlato | Stříbro                                                                                                  | Bronz                                                                                            | Bronz |
| --------------------------------- | --- | --- | ------------------------------------------------------------------------------------------------ | --- |
| Družstva podle technických stupňů | Spojené království (GBR) (Kenneth Maynard, John Newman, Charles Palmer, Alan Petherbridge, Douglas Young) | Nizozemsko (NED) (Jan de Waal, Johannes Dirks, Geurt van den Dolewaard, Anton Geesink, Theo van Ierland) | Francie (FRA) (Henri Courtine, Gilbert Legay, Marcel Nottola, Bernard Pariset, Mathieu Vallauri) | Itálie (ITA) (Danilo Baccianini, Giuseppe Calabrese, Giuseppe Loffredo, Romano Polverari, Nicola Tempesta) |